# Laurent Naouri
Laurent Naouri (*París, Francia, 23 de mayo de 1964) es un barítono francés de origen judío.

## Biografía
Hijo del pediatra y educador Aldo Naouri, estudió en la Escuela Central de Lyon, perfeccionándose en la Guildhall School of Music and Drama de Londres.
De destacada actuación internacional su repertorio comprende un espectro que abarca desde Monteverdi a la música contemporánea. 
Sus roles más destacados son Guglielmo (Cosí fan tutte), Fígaro (Las bodas de Fígaro), Eugene Onegin, Mefisto (La condenación de Fausto), Germont (La traviata), Escamillo (Carmen) y en especial papeles en ópera barroca, temprana y opereta.
Ha trabajado con directores como Maurizio Benini, William Christie, René Jacobs, Marc Minkowski, Simon Rattle, John Nelson, Bernard Haitink, Colin Davis y Kent Nagano.
Está casado con la soprano Natalie Dessay y tiene dos hijos.